# Nu sunt faimos, dar sunt aromân
Nu sunt faimos, dar sunt aromân (în aromână Nu hiu faimos ama hiu Armãn) este un film românesc de comedie și dramă romantică din 2013. Acesta este primul film realizat în limba aromână și prezintă povestea lui Toni Caramușat, un regizor faimos, fascinat de ideea că ar putea descoperi un al XIII-lea adevăr absolut despre aromâni și originile lor. Primele 12 adevăruri au fost strânse de lingvistul Matilda Caragiu Marioțeanu, în „Dodecalogul aromânilor”.
Filmul a câștigat premiul „Maestrale Unica“, acordat de Parlamentul italian, și distincția Parlamentului European pentru cea mai bună reprezentare a unei minorități lingvistice din Europa, în cadrul Festivalului de Film „Babel", care a avut loc în Sardinia în decembrie 2013.